# Prelatura personal
Una prelatura personal es una institución de la Iglesia católica erigida por la Sede Apostólica para llevar a cabo obras pastorales o misionales en favor de varias regiones o de diversos grupos sociales. Al frente de la prelatura personal está un prelado que, ayudado por los presbíteros y diáconos incardinados en la prelatura, y de laicos incorporados a ella en forma temporal o definitiva, mediante un contrato de cooperación orgánica, realiza su tarea pastoral en beneficio de los fieles.
Existe en la Iglesia católica otra figura denominada también prelatura, la prelatura territorial. Esta es una cuasi-diócesis, se rige por el derecho común de la Iglesia (no por estatutos) y tiene un pueblo propio formado principalmente por laicos, al que el prelado y su presbiterio prestan la atención pastoral ordinaria.
Existe actualmente una única prelatura personal católica: la Prelatura de la Santa Cruz y Opus Dei, erigida por el papa Juan Pablo II en 1982, que originalmente dependía de la entonces denominada Sagrada Congregación para los Obispos, y como consecuencia de las reformas introducidas por el papa Francisco a través de la constitución apostólica Praedicate evangelium y el motu proprio Ad charisma tuendum, desde el 4 de agosto de 2022 depende, como otras prelaturas personales posibles, del Dicasterio para el Clero.

## Régimen jurídico

### En el Código de Derecho Canónico
El Código de Derecho Canónico regula las prelaturas personales en los cánones 294-297, que define las prelaturas personales, en la parte primera (De los fieles cristianos) del Libro II (Del Pueblo de Dios):

294 Con el fin de promover una conveniente distribución de los presbíteros o de llevar a cabo peculiares obras pastorales o misionales en favor de varias regiones o diversos grupos sociales, la Sede Apostólica, oídas las Conferencias Episcopales interesadas, puede erigir prelaturas personales que consten de presbíteros y diáconos del clero secular.

295 § 1.    La prelatura personal, que se asimila a las asociaciones clericales públicas de derecho pontificio con capacidad de incardinar clérigos, se rige por estatutos aprobados por o emanados de la Sede Apostólica y presidida por el Prelado como Moderador, dotado de las facultades de un Ordinario, quien tiene derecho a erigir un seminario nacional o internacional, así como a incardinar estudiantes, y darles el título de servicio de la prelatura para ascender en el escalafón.
§ 2.    Como Moderador dotado de las facultades de un Ordinario, el Prelado debe velar por la formación espiritual de aquellos a quienes ha promovido con el título antes mencionado, o por su digno sustento.
296 Salvaguardando lo establecido en el can. 107, los laicos pueden dedicarse a las obras apostólicas de la prelatura personal según las disposiciones y acuerdos celebrados con la prelatura; pero la modalidad de esta cooperación orgánica y los principales deberes y derechos relacionados con ella se determinarán oportunamente en los estatutos.

297 Los estatutos determinarán las relaciones de la prelatura personal con los Ordinarios locales de aquellas Iglesias particulares en las cuales la prelatura ejerce o desea ejercer sus obras pastorales o misionales, previo el consentimiento del Obispo diocesano.

Entonces, según el canon 295 §1, la Prelatura incardina a sus clérigos, mientras según el canon 107, al que alude el 296, establece  

107 § 1. Tanto por el domicilio como por el cuasidomicilio corresponde a cada persona su propio párroco y Ordinario.

 § 2. Párroco y Ordinario propios del vago son los del lugar donde éste se encuentra actualmente.

 § 3. También es párroco propio de aquel que tiene solo domicilio o cuasidomicilio diocesano el del lugar donde reside actualmente.

por lo que los laicos siguen teniendo al párroco y [obispo] ordinario propios de su residencia. 
Esa normativa constituye solo el marco jurídico básico de la prelatura personal. El Código, mediante la remisión a los estatutos dados por la Santa Sede (cf. cánones 94 § 3; 295), ha previsto la flexibilidad oportuna para que el régimen jurídico de cada prelatura, manteniendo siempre los rasgos comunes de la institución, pueda adaptarse a la misión peculiar para la que se erige. 

### Otras disposiciones
La única prelatura personal hasta ahora existente, la Prelatura de la Santa Cruz y Opus Dei, se rige por la Constitución Apostólica Ut sit, con la que fue erigida por el Papa Juan Pablo II, y reformada por Francisco en el Motu proprio Ad charisma tuendum, que prevé una revisión de los estatutos.

## Historia de las prelaturas personales
La mayor parte de las jurisdicciones eclesiásticas existentes –como las diócesis– son territoriales, porque se organizan en función de la pertenencia de los fieles a un determinado territorio, a través del domicilio. Otras veces, en cambio, la individuación de los fieles pertenecientes a una circunscripción eclesiástica no se basa en el domicilio, sino en otros criterios, como la profesión, el rito, la condición de emigrante.
Con anterioridad al Concilio Vaticano II existía la figura de la "prelatura nullius", a cuyo frente se encontraba un prelado (el "prelado nullius"), que consta de pueblo (fieles laicos) y clero, se circunscribe a un territorio determinado, gobernada por un Prelado. Esta figura, a partir del Concilio, pasó a denominarse prelatura territorial.
En los documentos del Concilio la primera mención a las prelaturas personales se encuentra en el decreto Presbyterorum Ordinis (Sobre el ministerio y la vida de los presbíteros), de 1965. El capítulo III, titulado Distribución de los presbíteros y vocaciones sacerdotales §10, dice, entre otras cosas: «Revísense además las normas sobre la incardinación y excardinación, de forma que, permaneciendo firme esta antigua disposición, respondan mejor a las necesidades pastorales del tiempo. Y donde lo exija la consideración del apostolado, háganse más factibles, no solo la conveniente distribución de los presbíteros, sino también las obras pastorales peculiares a los diversos grupos sociales que hay que llevar a cabo en alguna región o nación, o en cualquier parte de la tierra»; y también que «para la actuación de peculiares iniciativas pastorales en favor de diversos grupos sociales en ciertas regiones, o naciones, o incluso en todo el mundo», se pudieran constituir en el futuro, entre otras instituciones, «diócesis peculiares y prelaturas personales». 
En el motu proprio Ecclesiae Sanctae de Pablo VI (1966), el Papa implementó algunos decretos del Concilio, entre los que se encuentra el Presbyterorum Ordinis. En el apartado titulado "La distribución del clero y la ayuda que se ha de prestar a las diócesis", §4 se instrumentan las prelaturas personales. La redacción de ese párrafo es prácticamente idéntica a los cuatro cánones de la primera redacción publicada del Código de Derecho Canónico
En los trabajos previos de redacción del Código de Derecho Canónico que sería publicado en 1983, y sustituiría al de 1917, se trataba a las prelaturas personales como si fuesen las diócesis peculiares mencionadas en Presbyterorum ordinis; es decir, que los fieles pertenecerían a ellas como a otras "diócesis" o "prelaturas". Sin embargo, en una de las últimas sesiones de la Comisión de Cardenales que se encargaba de revisar la redacción del nuevo Código, el cardenal Ratzinger y otros se opusieron a esta interpretación, con lo que las prelaturas personales quedaron configuradas como se dijo más arriba: formadas por presbíteros y diáconos a cuyo frente se encuentra un prelado, y al servicio de unos fieles laicos cuya colaboración puede concretarse por medio de convenciones.

### Discusiones sobre la naturaleza de las prelaturas personales
Derivado de la historia de la implementación de Prestyberorum ordinis, en los debates alrededor de la naturaleza de las prelaturas personales había fundamentalmente dos opiniones: la que consideraba que una prelatura personal tenía naturaleza asociativa, y la que defendía que era una circunscripción eclesiástica equiparable a las diócesis, las prelaturas territoriales, y más tarde, los ordinariatos militares.
Por la primera opinión se inclinaba el entonces (1982) cardenal Joseph Ratzinger, Prefecto de la Congregación para la Doctrina de la Fe, y por la segunda el cardenal Roberto Baggio, entonces Prefecto de la Congregación de Obispos.
Aunque el cardenal Ratzinger nunca hizo propiamente una reflexión científica o doctrinal acerca de las prelaturas personales se ocupó de ellas en el contexto de los trabajos preparatorios del Código de Derecho Canónico de 1983: entonces se mostró contrario a la ubicación de los cánones relativos a las prelaturas personales al final de la constitución jerárquica de la Iglesia, tras las diócesis, pues era una posible fuente de confusiones. En aquella ocasión sostenía que "la Prelatura personal... no es una Iglesia particular sino una determinada asociación”. Por ello se decidió que el lugar de las prelaturas personales en el Código, dentro del Libro II (Del Pueblo de Dios) fuese la Parte Primera (De los fieles cristianos) y no la Segunda (De la constitución jerárquica de la Iglesia).
Por contraste, en la Declaración Praelaturae Personales, que acompañó a la noticia de la erección del Opus Dei como prelatura personal, el cardenal Baggio suscriba: «La Prelatura del Opus Dei es una estructura jurisdiccional secular» y, por lo tanto, la potestad del Prelado «es una potestad ordinaria de régimen o de jurisdicción, circunscrita a lo que se refiere al fin específico de la Prelatura, y difiere sustancialmente, por su materia, de la jurisdicción que compete a los Obispos diocesanos para la ordinaria cura pastoral de los fieles.»[cita requerida] 
Derivado a su vez de la ambigüedad acerca de la naturaleza de las prelaturas personales (si forman parte o no de la estructura jerárquica de la Iglesia), también había división de opiniones entre los canonistas acerca de si se puede decir con propiedad que los laicos pertenecen a una prelatura personal o si solo son colaboradores, con mayor o menor dedicación.
Los que defendían que los laicos no pertenecen propiamente a las prelaturas personales se apoyaban en la literalidad del CIC y en el desarrollo de la figura de la prelatura personal a lo largo de los documentos de la Iglesia (decreto Presbyterorum Ordinis, motu proprio Ecclesiae Sanctae), así como las actas de las reuniones preparatorias del CIC.[cita requerida]
Los que opinaban que los laicos sí pertenecen a las prelaturas aducían en su favor el hecho de que, cuando el Opus Dei era un Instituto Secular los laicos claramente pertenecían a la institución, por lo que si el Opus Dei se había convertido en una prelatura personal debía haber mantenido a sus miembros, con lo que al menos que algunas prelaturas personales debían constar también de laicos.[cita requerida]

### La reforma de Francisco
La reforma de la curia del 19 de marzo de 2022 del papa Francisco, con la promulgación de la constitución apostólica Praedicate evangelium, prosiguió la reorientación en sentido indicado al principio por Ratzinger con la asignación,  en el artículo 117, al Dicasterio para el Clero de «todo lo que corresponde a la Santa Sede sobre las prelaturas personales». 
Esta reorientación prosiguió en la misma dirección con la reforma de la Constitución Apostólica Ut sit con el Motu proprio Ad charisma tuendum de julio de 2024, en que se establece expresamente que «para la protección del don peculiar del Espíritu, es necesaria una forma de gobierno basada más en el carisma que en la autoridad jerárquica. Por lo tanto, el Prelado no será distinguido, ni tampoco susceptible de ser distinguido, con el orden episcopal» (art. 4), y concluyó con la reforma del Código de Derecho Canónico en la redacción de 2023, en que expresamente se dice (c. 295 §1) que la prelatura personal «se asimila a las asociaciones clericales públicas de derecho pontificio con capacidad de incardinar clérigos» y no a las instituciones jerárquicas, como decía Baggio.
En consecuencia, en la redacción actual, se dice de los laicos que «pueden dedicarse a las obras apostólicas de la prelatura personal según las disposiciones y acuerdos celebrados con la prelatura», tal como decían Ecclesiae sanctae de Paulo VI y la redacción original del Código, pero indica ahora expresamente que es «salvaguardando lo establecido en el can. 107», que como se dijo antes, establece que el ordinario del laicado se determina por su domicilio o cuasidomicilio.